# NGC 2613
NGC 2613 este o edge-on galaxy⁠(d) situată în constelația Busola. A fost descoperită în 20 noiembrie 1784 de către William Herschel. Se află la o distanță de 23,99 de megaparseci de Pământ.